# Borovo
Borovo (serbisch-kyrillisch Борово, ungarisch Boró, deutsch Worow), auch Borovo Selo zur Unterscheidung vom Vukovarer Stadtteil Borovo Naselje, ist eine Gemeinde und Ortschaft in der ost-kroatischen Gespanschaft Vukovar-Syrmien. Die Gemeinde liegt wenige Kilometer nördlich von Vukovar am Ufer der Donau, die bei Borovo Grenzfluss zur serbischen Provinz Vojvodina ist. Die Einwohnerzahl beträgt laut Volkszählung von 2011 5056 Einwohner. Davon sind 89,7 % Serben.
Während des Kroatienkriegs war der Ort im Mai 1991 Schauplatz des Scharmützels von Borovo Selo.

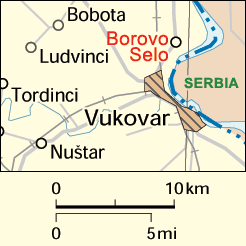
Borovo und Umgebung